# Еше, Егор Богданович
Егор Богданович Еше (нем. Georg Emanuel Jaesche; 1815—1876) — российский медик, статский советник.

## Биография
Родился 13 (25) февраля 1815 года в семье Готтлоба Вениамина Йеше профессора философии в Дерпте.
Окончил медицинский факультет Дерптского университета, где хирургии учился у Н. И. Пирогова.
В 1838 году в Дерптском университете защитил диссертацию на степень доктора медицины «О легочной апоплексии». Затем в течение двух лет работал в клиниках Берлина, Вены, Вюрцбурга и Парижа.
Вернувшись в Россию, занимался врачебной практикой: в Риге, Санкт-Петербурге, Минске, Саранске, Пензе, Нижнем Новгороде.
С 1844 по 1845 год он работал врачом-ординатором Минской еврейской больницы (ныне — 3-я клиническая больница им. Е. В. Клумова). В 1845 году был переведён на должность городового врача в Саранск, в 1846 году переехал в Пензу. В 1846—1855 годах работал старшим врачом Пензенской больницы приказа общественного призрения, которая позже стала губернской земской больницей. Вместе с ординатором А. И. Циммерманом, 20 августа 1847 года он впервые провёл операцию под общим эфирным обезболиванием «при вырезывании камня из мочевого пузыря у 30-летнего мужчины».
В 1855—1875 годах работал в Нижегородской губернской земской больнице, сначала — старшим врачом больницы приказа общественного призрения. Затем заведовал хирургическим отделением. Кроме общей хирургии он занимался акушерством и гинекологией, офтальмологией, оториноларингологией, онкологией.
Был организатором и первым президентом Научного общества Нижегородских врачей. Выступал с докладами на заседаниях Московского общества врачей, публиковал статьи и отчёты о работе нижегородских больниц в журнале «Медицинский вестник», медицинских газетах Санкт-Петербурга и Москвы. Автор около 100 научных работ. Ещё в первые годы врачебной деятельности он разработал способ кожной пластики, который описал в книге «К вопросу о пластической хирургии», изданной на немецком языке в Митаве в 1844 году. Спустя 20 лет о «способе Еше» в своей книге «Операции на поверхности человеческого тела» написал профессор Ю. К. Шимановский, называя автора — «Еше из Нижнего Новгорода».
В последние годы жизни (1871—1876) был оператором-консультантом в больнице, вёл бесплатный прием малоимущих граждан в Александровской городской лечебнице, состоял помощником врачебного инспектора Нижегородской губернии (1876).
Умер 9 (21) декабря 1876 года. Был похоронен на Казанском кладбище при Нижегородском Крестовоздвиженском монастыре.

## Семья
Женился на Евдокии Соколовой. Имел сыновей Фёдора и Александра.